# Voca Mania
Voca Mania est un jeu vidéo ludo-éducatif sur Nintendo DS permettant au joueur d'améliorer son vocabulaire de façon progressive.